# Pesäpallo aux Jeux olympiques d'été de 1952
Le Pesäpallo, appelé également baseball finlandais, fait partie des deux sports de démonstration présents au programme olympique officiel des Jeux olympiques d'été de 1952. L'article 43 du règlement du CIO stipulait que le comité d'organisation peut ajouter au programme des démonstrations de deux sports, l'un étant un sport national, l'autre un sport non pratiqué dans le pays organisateur.
Pour enrichir le programme à ces occasions, organisé dans le Stade Olympique, le Comité d’organisation a accepté les offres des organisations finlandaises de gymnastique d'animer ces deux jours.
Un seul match est programmé le 31 juillet à 18h entre les deux équipes finlandaises de la Ligue finlandaise de baseball et la Fédération ouvrière d'athlétisme devant 20 000 personnes. La première balle a été lancée par le créateur du sport, le professeur Lauri "Tahko" Pihkala. Pour une meilleure visibilité sur le terrain vert, la balle utilisée était exceptionnellement blanche alors que normalement, le Pesäpallo est joué sur un terrain sablonneux.
En raison des exigences de temps, le match n'a duré qu'une heure et le jeu n’a pas atteint la même vitesse que lors des matches très disputés de la Ligue pour pouvoir faire connaître les aspects techniques et tactiques du jeu à un public extérieur.
L’équipe de la ligue de baseball a gagné par 8 points à 4.

## Feuille de match
| Ligue finlandaise de baseball | Fédération ouvrière d'athlétisme |
| --- | --- |
| - Eino Kaakkolahti, lanceur - Leo Hannula, 1er joueur de base - Viljo Niemi, joueur de champ gauche - Olli Hanski, joueur de 2e but - Antti Elomaa, receveur - Pertti Ahonen, 3e joueur de base - Eero Vuorio, arrêt court droit - Toivo Ilola, arrêt à gauche - Taisto Lehto, défenseur à droite - Viljo Kokkonen, remplaçant - Pertti Jaakkola, remplaçant - Eero Vilevaara, remplaçant | - Aimo Paavola, lanceur - Osmo Juntto, 1er joueur de base - Onni Sallinen, défenseur gauche - Jorma Harlin, 2e joueur de base - Reino Hakkarainen, receveur - Veikko Auersalmi, 3e joueur de base - Pauli Kilpiä, arrêt court - Paavo Reiju, arrêt à gauche - Lasse Heikkilä, défenseur à droite - Pauli Lahtinen, remplaçante - Pauli Vainio, remplaçant - Oiva Huuskonen, remplaçant |
| Arbitres | |
| - Esko Nenonen, 1er arbitre - Erkki Salin, 2e arbitre - Leo Kadenius, juge - Väinö Apponen, juge de troisième division - Reino Pesonen, arbitre - gardien Jorma Tenho, gardien | |

## Source
- (en) [PDF] Le rapport officiel du comité organisateur des Jeux du XV Olympiade Helsinki 1952, p. 697-698